# Tuuli Tomingasová
Tuuli Tomingasová (* 4. ledna 1995 Tallinn) je estonská biatlonistka.
Biatlonu se věnuje od roku 2009. Ve světového poháru debutovala v březnu 2014 ve finském Kontiolahti, kde ve sprintu dojela ve 81. místě. 
Ve své dosavadní kariéře nezvítězila v žádném individuálním ani kolektivním závodě. Jejím nejlepším individuálním umístěním je šesté místo ze stíhacího závodu z března 2024 z amerického Soldier Hollow. 

## Výsledky

### Olympijské hry a mistrovství světa
| Sezóna  | D   | Místo                | SP  | SZ  | HZ  | IZ  | ŠT  | SŠT | SZD | Věk    |
| ------- | --- | -------------------- | --- | --- | --- | --- | --- | --- | --- | ------ |
| 2018/19 | MS  | Östersund            | 25. | 50. | –   | 25. | 12. | –   | 11. | 24 let |
| 2019/20 | MS  | Anterselva           | 75. | –   | –   | 78. | DSQ | –   | –   | 25 let |
| 2020/21 | MS  | Pokljuka             | 45. | 59. | –   | 75. | 17. | 19. | –   | 26 let |
| 2021/22 | ZOH | Peking               | 33. | 49. | –   | 43. | 15. | 16. | ×   | 27 let |
| 2022/23 | MS  | Oberhof              | 40. | 34. | 20. | 6.  | 10. | 15. | 9.  | 28 let |
| 2023/24 | MS  | Nové Město na Moravě | 24. | 10. | 8.  | DSQ | 4.  | 12. | –   | 29 let |
| 2024/25 | MS  | Lenzerheide          | 32. | 20. | 9.  | 7.  | 10. | –   | –   | 30 let |

Poznámka: Výsledky z olympijských her se do hodnocení světového poháru nezapočítávají; výsledky z mistrovství světa se dříve započítávaly, od mistrovství světa v roce 2023 se nezapočítávají.
Vysvětlivky
1. ↑  Tomingasová porušila bezpečnostní pravidla, když při střelbě měla šlápnout na poutko běžecké hole, aby měla lyže na podložce lepší přilnavost.'"`UNIQ--ref-00000004-QINU`"'